# بوينس آيرس إي بريكس 2017
بوينس آيرس إي بريكس 2017 (بالإسبانية: E-Prix de Buenos Aires de 2017)‏ هو سباق سيارات فورمولا إي الكهربائية
أقيم بتاريخ 18 فبراير 2017 في Puerto Madero Street Circuit ‏، الأرجنتين، وكان السباق 3 من أصل 12 في بطولة العالم للفورمولا إي 2016–17، وكان أول المنطلقين لوكاس دي غراسي.
فاز بالمركز الأول  سيباستيان بويمي، وكان صاحب أسرع لفة فيليكس روزنكفيست ‏.